# Шайдплац (станция метро)
«Шайдплац» (нем. Scheidplatz) — станция Мюнхенского метрополитена, расположенная между станциями «Мильбертсхофен» и «Хоэнцоллернплац» на линии  и «Петуэльринг» и «Боннер Плац» на линии . Станция находится в районе Швабинг-Вест (нем. Scwabing-West).

## История
Открыта 8 мая 1972 года. Станция названа, как и площадь над ней, в честь Карла Фридриха Шайда, немецкого психиатра и невролога, заведующего отделением больницы Швабинг. Незадолго до окончания войны он был расстрелян эсэсовцами. Первые 9 лет своей работы станция обслуживала только линию , линия  (первоначально U8) достигла Шайпплац только в 1980 году. С 15 декабря 2013 года по субботам через станцию Шайдплац проходит от Олимпиацентрум до Зендлингер Тор линия .

## Архитектура и оформление
Станция мелкого заложения, имеет четыре пути и две платформы. Стены станции изготовлены из «сырого бетона». Настенные рельефы показывают очень подробно оконные проемы проходящих поездов метро, они были введены как негативы непосредственно в опалубку наружных стен. Входы в туннели были украшены темно-синими майоликовыми плитками с красными морскими животными. На потолке были установлены алюминиевые рейки, благодаря которым зал с высокой платформой кажется легким и воздушным. 

## Пересадки
Проходят автобусы следующих линий: 140, 141, 142 и 144, а также трамвай линий 12 и 28.